# Urszula Ruhnke-Duszeńko

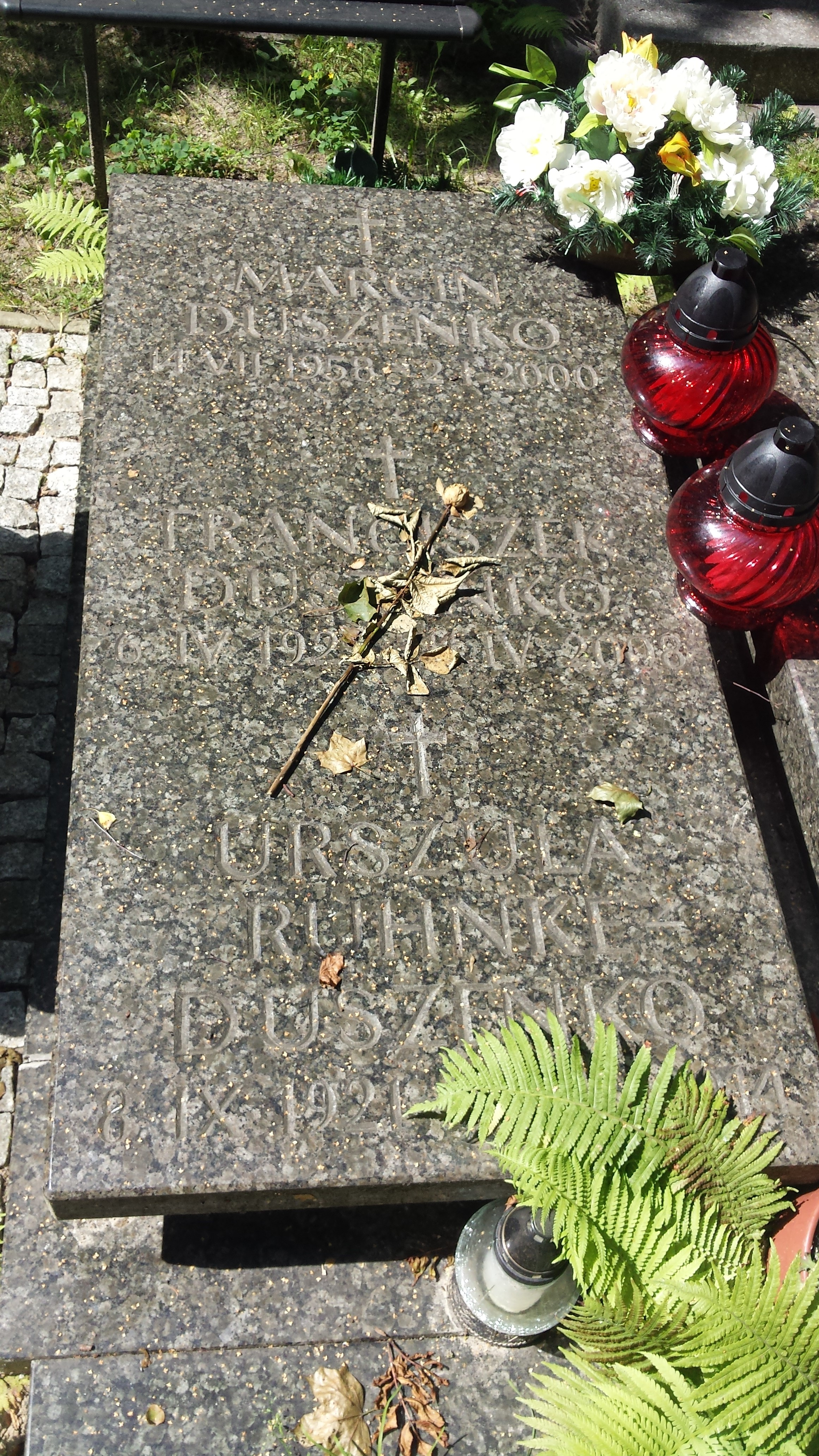
Grób Marcina Duszeńki, Franciszka Duszeńki i Urszuli Ruhnke-Duszeńki na Cmentarzu Srebrzysko w Gdańsku

Urszula Ruhnke-Duszeńko (ur. 8 września 1921 w Poznaniu, zm. 18 września 2014 w Gdańsku) – polska malarka, pedagog Państwowej Wyższej Szkoły Sztuk Plastycznych w Gdańsku w latach 1952–1971.

## Życiorys
Studiowała w Państwowej Wyższej Szkole Sztuk Plastycznych w Gdańsku (obecna nazwa uczelni - Akademia Sztuk Pięknych w Gdańsku), uzyskując dyplom w 1954 r. w pracowni prof. Juliusza Studnickiego. W latach 1952–1971 pracowała na macierzystej uczelni, początkowo w Pracowni Malarstwa prof. J. Studnickiego, a następnie prowadziła Pracownię Malarstwa na Wydziale Architektury Wnętrz. Została pochowana na Cmentarzu Srebrzysko w Gdańsku (rejon II, taras II, grób 9).
Mąż, prof. Franciszek Duszeńko – rzeźbiarz, syn Marcin Duszeńko – malarz.